# Маргейт
Маргейт (англ. Margate) — місто (англ. city) в США, в окрузі Бровард на південнему сході штату Флорида, передмістя Маямі. Населення — 58 712 особи (2020). Місто входить до агломерації Форт-Лодердейл- Помпано-Біч- Дірфілд-Біч з населенням 1766,476 тисяч осіб (2009 рік), що є підагломерацією Маямі-Форт-Лодердейл-Помпано-Біч з загальним населенням 5 547 051 особа (2009 рік).
Маргейт утворений 1955 року.

## Географія
Маргейт розташований за координатами 26°14′53″ пн. ш. 80°12′40″ зх. д. / 26.24806° пн. ш. 80.21111° зх. д. (26.248037, -80.211169).  За даними Бюро перепису населення США в 2010 році місто мало площу 23,55 км², з яких 22,93 км² — суходіл та 0,62 км² — водойми.

## Демографія
Згідно з переписом 2010 року, у місті мешкали 53 284 особи в 21 483 домогосподарствах у складі 13 490 родин. Густота населення становила 2263 особи/км².  Було 24863 помешкання (1056/км²).
Расовий склад населення:
| - 62,0 % — білих - 25,8 % — чорних або афроамериканців - 4,0 % — азіатів - 0,4 % — корінних американців - 0,1 % — вихідців з тихоокеанських островів - 4,5 % — осіб інших рас |

До двох чи більше рас належало 3,3 %. Частка іспаномовних становила 22,2 % від усіх жителів.
За віковим діапазоном населення розподілялося таким чином: 20,5 % — особи молодші 18 років, 60,4 % — особи у віці 18—64 років, 19,1 % — особи у віці 65 років та старші. Медіана віку мешканця становила 42,3 року. На 100 осіб жіночої статі у місті припадало 87,9 чоловіків;  на 100 жінок у віці від 18 років та старших — 84,6 чоловіків також старших 18 років.
Середній дохід на одне домашнє господарство  становив 56 626 доларів США (медіана — 42 786), а середній дохід на одну сім'ю — 68 396 доларів (медіана — 54 249). Медіана доходів становила 39 931 долар для чоловіків та 31 911 долар для жінок. За межею бідності перебувало 13,2 % осіб, у тому числі 15,8 % дітей у віці до 18 років та 13,4 % осіб у віці 65 років та старших.
Цивільне працевлаштоване населення становило 26 845 осіб. Основні галузі зайнятості: освіта, охорона здоров'я та соціальна допомога — 21,6 %, науковці, спеціалісти, менеджери — 15,2 %, роздрібна торгівля — 13,5 %, мистецтво, розваги та відпочинок — 13,1 %.